# Luffia pinastrella
Luffia pinastrella är en fjärilsart som beskrevs av Milliére 1857. Luffia pinastrella ingår i släktet Luffia och familjen säckspinnare. Inga underarter finns listade i Catalogue of Life.